# 北法蘭克福鎮區 (內布拉斯加州諾克斯縣)
北法蘭克福鎮區（英語：North Frankfort Township）是位於美國內布拉斯加州諾克斯縣的一個行政鎮區。

## 地方資料
北法蘭克福鎮區的面積為22.96平方千米，當中陸地面積為8.48平方千米，而水域面積為14.48平方千米。根據2020年美國人口普查的數據，當地共有人口167人，而人口密度為每平方千米7.27人。